# Rachid Madrane
Rachid Madrane, né le 15 avril 1968 à Bruxelles, est un homme politique socialiste et journaliste belge. Il a occupé différentes positions ministérielles au sein de gouvernements bruxellois et communautaires, et a été  Président du Parlement de la Région de Bruxelles-Capitale . Il est actuellement échevin chargé des finances et du budget, de la culture et de la cohésion sociale à Etterbeek.

## Biographie
Rachid Madrane, d'origine marocaine, est né à Bruxelles le 15 avril 1968.

### Formation
De 1987 à 1991, il étudie à l'Université libre de Bruxelles où il obtient une licence en Journalisme et Communication.

### Carrière professionnelle
Avant d'entamer une carrière politique, il est journaliste dans la radio privée Fun Radio, fortement liée au PS via l'association Micro Climat à laquelle la fréquence avait été accordée initialement. Il deviendra ensuite membre du conseil d'administration de Micro Climat aux côtés notamment de Willy Decourty et d'autres mandataires du PS et de la FGTB (Henri Carpentier).
En 1995, il travaille au cabinet de l'échevin des travaux publics Willy Decourty à Ixelles et est coordinateur du contrat de quartier « Gray-Maelbeek ».
En 2000, il devient attaché de presse du secrétaire d’État régional au logement Alain Hutchinson.

### Carrière politique
En 1985, il adhère au PS dans le sillage des campagnes "Touche pas à mon pote" de S.O.S Racisme.
En 2000, il est élu conseiller communal à Etterbeek où il devient chef de groupe du PS au conseil communal.
Rachid Madrane occupa ensuite la double fonction de porte-parole de la Fédération bruxelloise du PS, alors présidée par Philippe Moureaux, et de conseiller de presse de la vice-première ministre et ministre de la Justice Laurette Onkelinx.
De juin 2004 à juin 2009, il est député au parlement bruxellois. Au cours de ce mandat il est notamment auteur de la loi sur la diversité et élabore et fait voter en 2008 au Parlement bruxellois l'ordonnance dite "ordonnance Madrane"visant à favoriser prioritairement l'engagement dans les administrations publiques régionales et locales de demandeurs d'emploi émanant des quartiers à fort taux de chômage.
Il occupe à partir du 1er mars 2010 la fonction d'échevin de la commune d'Etterbeek où il est chargé du budget, de la culture, de la cohésion sociale et des bibliothèques communales.
Le 6 juillet 2010 Rachid Madrane devient député fédéral via la suppléance en remplacement du ministre-président Charles Picqué. Le 2 mars 2011 il est élu à la vice-présidence de la Fédération bruxelloise du PS,.
Le 17 octobre 2012, il est désigné pour remplacer Emir Kir (PS) comme secrétaire d'État au sein du gouvernement bruxellois et ministre à la commission communautaire française. Ce dernier, devenant bourgmestre de Saint-Josse-ten-Noode au 1er décembre, doit en effet rendre son mandat de parlementaire fédéral ainsi que celui d'échevin, incompatibles avec une fonction gouvernementale exécutive.
Le 7 décembre 2012, Rachid Madrane devient donc Secrétaire d'État au sein du Gouvernement de la Région de Bruxelles-Capitale. Il est chargé de la Propreté publique et de la Collecte et du Traitement du Déchet, et de l'Urbanisme. Il est également désigné Ministre à la COCOF, chargé de l'action sociale, de la formation professionnelle, de la culture, des relations extérieures et du transport scolaire.
Au lendemain du scrutin du 25 mai 2014, Rachid Madrane est élu député de la Région de Bruxelles-Capitale. À la suite de la formation des gouvernements régionaux et communautaires, il quitte le gouvernement bruxellois le 20 juillet 2014 pour le gouvernement de la Communauté française, où il devient ministre de l'Aide à la jeunesse, des Maisons de justice, de la Promotion de Bruxelles au sein du gouvernement Demotte III. En avril 2016, à la suite d'un remaniement ministériel, Rachid Madrane se voit également confier la compétence  sur les sports de la Fédération Wallonie-Bruxelles. Il en va de même en décembre 2018, où à la suite du départ de la ministre Isabelle Simonis qui devient bourgmestre de Flémalle, il hérite du portefeuille de la «jeunesse». Au sein du gouvernement Demotte III, il travaille sur l’adoption d’un nouveau Code de la prévention, de l’aide à la jeunesse et de la protection de la jeunesse, aussi appelé  "Code Madrane,,,,, qui vise à réformer l’ensemble du secteur de l’Aide à la Jeunesse et à refinancer le secteur  à hauteur de 40 millions d’euros supplémentaires). En matière sportive, c'est sous son mandat que sont reconnues des disciplines comme la boxe thaï ou le padel. Il fait aussi interdire les indemnités de formation réclamées aux jeunes et aux familles afin de leur laisser la liberté de changer de club.
Comme Ministre des Maisons de Justice, il participe à la création d'une structure de prise en charge : le CAPREV (Centre d’Aide et de Prise en charge de toute personne concernée par les Extrémismes et Radicalismes Violents).
À l'issue des élections régionales du 26 mai 2019, Rachid Madrane est élu député bruxellois. Il est ensuite désigné à la présidence du Parlement régional bruxellois, où il est installé le 18 juillet 2019. Il reste temporairement Ministre à la Fédération Wallonie-Bruxelles tout en renonçant au salaire lié à la fonction, le temps que le gouvernement suivant entre en fonction, afin d'y assurer une représentation bruxelloise comme l'exige l'article 60 de la loi spéciale de 1980. Ses fonctions ministérielles prennent fin le 17 septembre 2019.
Le 20 décembre 2022, Rachid Madrane est élu président de la Conférence des Assemblées législatives des Régions d'Europe (CALRE) pour l'année 2023,.
Son mandat de Président du Parlement bruxellois achevé, il tire la liste PS-Vooruit à Etterbeek pour les élections communales d'octobre 2024. Le 1er décembre 2024, il prête serment comme échevin des finances et du budget, de la culture et de la cohésion sociale.

## Mandats politiques
- Depuis 2000 : Conseiller communal à la commune d'Etterbeek ;
- 20/06/2004 - 23/06/2009: Député au Parlement de la Région de Bruxelles-Capitale ;
- 01/03/2010 - 07/12/2012 : Échevin de la commune d'Etterbeek chargé du budget, de la culture, de la cohésion sociale et des bibliothèques ;
- 06/07/2010 - 07/12/2012: Député en remplacement de Charles Picqué à la Chambre des représentants élu dans l'arrondissement électoral de Bruxelles-Hal-Vilvorde ;
- 07/12/2012 - 20/07/2014 : Secrétaire d'État au Gouvernement de la Région de Bruxelles-Capitale, chargé de la Propreté publique, de la Collecte et du Traitement des Déchets, et de l'Urbanisme. Ministre à la COCOF, chargé de l'action sociale, de la formation professionnelle, de la culture, des relations extérieures et du transport scolaire ;
- 22/07/2014 - 17/09/2019 : Ministre francophone de l'Aide à la jeunesse, des Maisons de justice, de la Promotion de Bruxelles et des Sports (compétence reprise à René Collin le 18/04/2016) et de la Jeunesse (compétence reprise à Isabelle Simonis le 03/12/2018) ;
- 18/07/2019 - 15/06/2024 : Président du Parlement de la Région de Bruxelles-Capitale ;
- 01/01/2023 - 31/12/2023 : Président de la Conférence des Assemblées législatives des Régions d'Europe (CALRE) ;
- Depuis le 1er décembre 2024 : 2e échevin à Etterbeek, chargé des finances et du budget, de la culture et de la cohésion sociale.

## Décoration
- Grand officier de l'ordre de Léopold (2024)[16].